# أشرف داري
أشرف داري (مواليد 6 مايو 1999) هو لاعب كرة قدم مغربي يلعب في مركز قلب الدفاع مع نادي الأهلي المصري في الدوري المصري و‌منتخب المغرب.

## نشأته وحياته
ولد أشرف في الدار البيضاء، المغرب، ونشأ في مسقط رأسه وبدأ يلعب كرة القدم في وقت مبكر جداً.

## مسيرته الكروية
في عام 2007، انضم إلى أكاديمية نادي الوداد الرياضي وقضى عشر سنوات قبل أن يبدأ مسيرته الاحترافية. في يناير 2019، زادت قيمة اللاعب من 100 إلى 600 يورو.

## مسيرته الدولية
في أكتوبر 2018، استدعاه المدير الفني للمنتخب المغربي هيرفي رونار في مباراة ضد جزر القمر، لكنه لم يشارك.وفي سبتمبر 2019 استدعاه المدرب الجديد وحيد خليلهودزيتش في مباراة ودية ضد بوركينا فاسو ليوقع هدفه الأول مع المغرب في مباراته الأولى.

### إصابته
في سبتمبر 2024 تعرض أشرف داري لإصابة في الكاحل أثناء إجراء عمليات الإحماء مع اللاعبين، وذلك قبل مواجهة المنتخب المغربي ومنتخب ليسوتو، ضمن التصفيات المؤهلة إلى نهائيات كأس أمم أفريقيا 2025. مما اضطر مدرب المنتخب المغربي إلى استبداله بزميله يونس عبد الحميد لخوض المباراة.

## الإنجازات

#### النادي
الوداد الرياضي
- البطولة الوطنية المغربية : 2018–19، 2020–21، 2021–22
- دوري أبطال أفريقيا : 2021–22

 الأهلي
- كأس السوبر المصري : 2024

#### المنتخب
المغرب تحت 20
- الألعاب الفرانكوفونية : 2017

#### فردية
- أفضل مدافع في دوري أبطال أفريقيا : 2022[8]
- أفضل مدافع في البطولة الوطنية المغربية : 2021–22

## وصلات خارجية
- أشرف داري على موقع قاعدة بيانات كرة القدم.إي يو (الإنجليزية)
- أشرف داري على موقع ناشيونال فوتبول تيمز (الإنجليزية)
- أشرف داري على موقع Soccerway.com (الإنجليزية)
- أشرف داري على موقع عالم كرة القدم.نت (الإنجليزية)
- أشرف داري على موقع نادي الوداد الرياضي